# Нандор Хідегкуті
Нандор Хідегкуті (угор. Hidegkuti Nándor, нар. 3 березня 1922, Будапешт — пом. 14 лютого 2002, Будапешт) — угорський футболіст, що грав на позиції нападника. По завершенні ігрової кар'єри — футбольний тренер. Відомий виступами, зокрема, за клуб МТК (Будапешт), а також національну збірну Угорщини. За свою новаторську гру відтягнутого центрального нападника отримав прізвисько «блукаючий форвард». Був важливою складовою золотої угорської команди, що у 50-х роках майже не знала поразок. Зокрема, зробив хет-трик у знаменитому матчі Англія — Угорщина, що відбувся у 1953 році і завершився поразкою англійців 3:6. У складі збірної олімпійський чемпіон і срібний призер чемпіонату світу.

## Клубна кар'єра
Народився 3 березня 1922 року в місті Будапешт у регіоні Обудан в сім'ї середнього класу. Виступав у юному віці в місцевій команді «Уйлакі», що представляла цегельний завод.
У дорослому футболі дебютував 1940 року виступами за заводську команду «Газмювек», в якій провів три сезони, а сам клуб виступав у нижчих дивізіонах угорського чемпіонату. З 1943 року виступав у вищоліговому клубі «Електромош». Перший післявоєнний чемпіонат 1945/46 Хідегкуті провів у клубі «Хермінамецеї», у складі якого був головним бомбардиром, відзначившись 16 разів у воротах суперників.

1946 року у 24-річному віці Хідегкуті перейшов до клубу МТК (Будапешт), що представляв організацію фізкультурників Будапешта. У довоєнні часи команда була багаторазовим чемпіоном країни, але у 40-х роках відійшла на другі ролі. Саме з появою у команді лідера і забивного нападника Хідегкуті найбільше пов'язують відродження успіхів клубу на початку 50-х років. Команда у цей час змінював назву з МТК на «Текстиль», «Баштя», «Вереш Любого», що не заважало клубові успішно виступати. МТК став єдиним, хто реально конкурував за перше місце у чемпіонаті з командою «Гонвед», що був базовим для збірної і де грали найбільші угорські зірки того часу Ференц Пушкаш, Йожеф Божик, Шандор Кочиш, Золтан Цибор, Дьюла Грошич. Зі складу МТК у збірну, крім Хідегкуті, регулярно викликались нападник Петер Палоташ і гравці захисної ланки Міхай Лантош і Йожеф Закаріаш, що також вважаються повноправними учасниками «золотої команди».
Під керівництвом наставника Мартона Букові клуб ставав чемпіоном країни у 1951 і 1953 роках, а також володарем Кубку у 1952 році. Хідегкуті був головним бомбардиром команди, регулярно забиваючи за сезон по двадцять голів. Саме в клубі він відточував манеру гри, незвичну для центральних нападників того часу. Нандор не обмежувався виконанням своїх безпосередніх обов'язків, а грав по усьому фронту атаки, нерідко опускаючись аж на позицію півзахисника, чим вносив безлад у захисні порядки суперника і звільняв зони для інсайдів своєї команди.
В 1953 році футболіст за свою гру у клубі і збірній був визнаний футболістом року в Угорщині. В 1955 році «Вереш Любого» став переможцем міжнародного трофею — Кубку Мітропи, якраз у тому році відновленого після значної перерви. На шляху до фіналу команда перемогла австрійський «Ваккер» (3:3, 2:2, 5:1), югославський «Хайдук» (6:0, 2:3) і співвітчизників з клубу «Гонвед» (2:5, 5:1). У цих матчах на рахунку Нандора п'ять голів. Відзначався він і в обох фінальних матчах змагань проти чехословацького клубу УДА — тричі у першій домашній грі, що завершилась перемогою 6:0, і одного разу у матчі-відповіді, що також приніс перемогу угорцям з рахунком 2:1.
Ще один титул чемпіона Угорщини Хідегкуті здобув у сезоні 1957/58, у якому 36-річний нападник забив 8 голів у 20 матчах. По завершені сезону футболіст ще виступив у складі збірної на чемпіонаті світу 1958 року, після чого завершив ігрову кар'єру. У складі МТК Хідегкуті лише у чемпіонаті відіграв 328 матчів у яких забив 238 голів.

## Виступи за збірну
1945 року дебютував в офіційних матчах у складі національної збірної Угорщини ще будучи гравцем «Хермінамецеї». Відкрив рахунок у товариській грі проти Румунії уже на 8-й хвилині, а також забив останній гол у матчі, що завершився перемогою угорців з рахунком 7:2.
Знову був викликаний у команду в 1947 році, коли відіграв у 3 матчах (і забив три голи збірній Болгарії) Балканського кубку, упевнено виграного збірною Угорщини. З цього часу Хідегкуті регулярно грав за збірну, але переважно не на улюбленій позиції центрального нападника, а на флангах нападу. Зокрема, під час Олімпійських ігор 1952 року у Гельсінкі Нандор зіграв в усіх матчах турніру (і забив 1 гол), але лише у першому з них проти Румунії центрального нападника, а у наступних на флангах нападу, а в центрі грав партнер по клубу Петер Палоташ. Угорщина стала переможцем турніру.

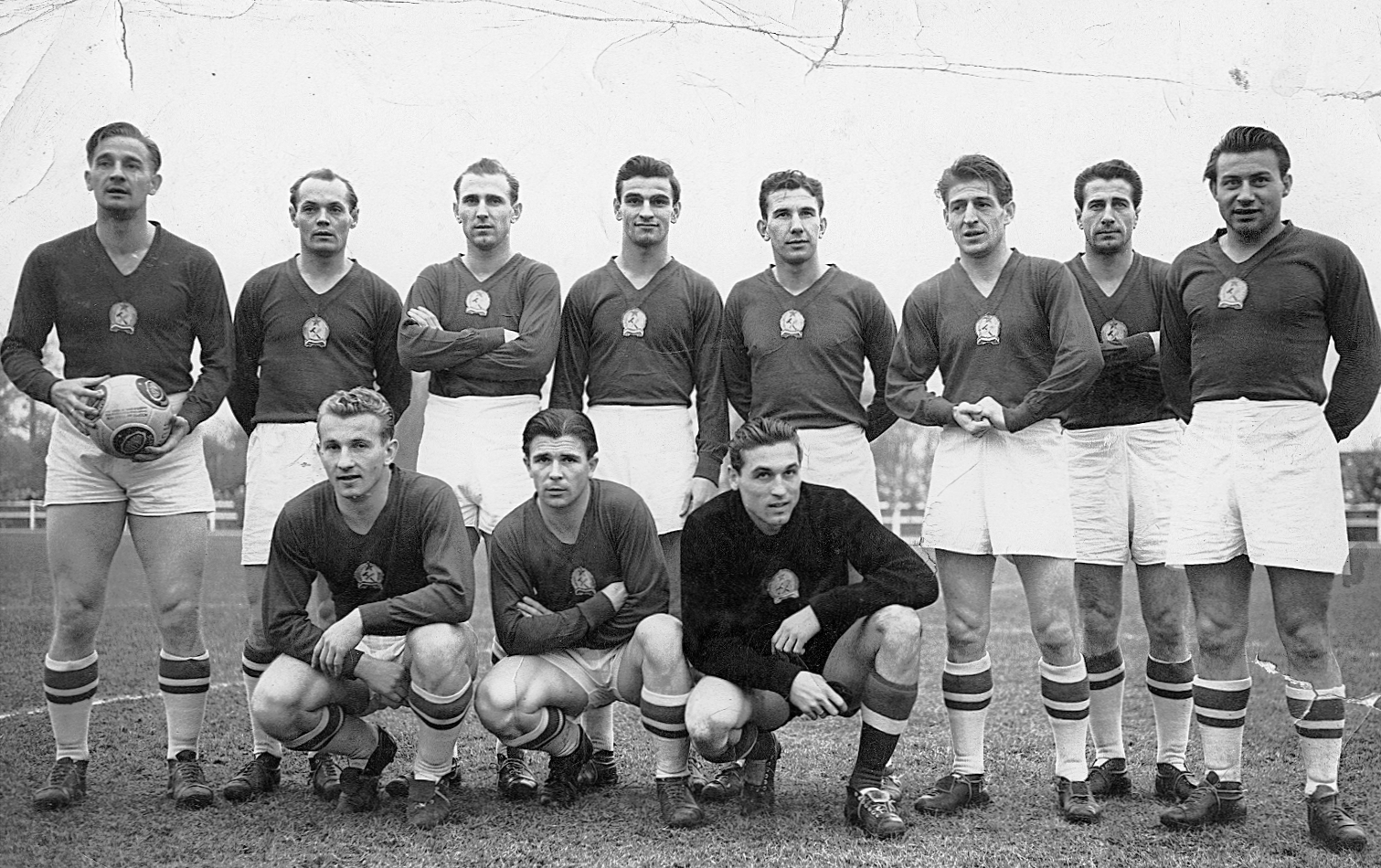
«Золота команда» у 1953 році. Стоять зліва направо: Лорант, Бузанскі, Хідегкуті, Кочиш, Закаріаш, Цибор, Божик, Будаї. присіли: Лантош, Пушкаш, Грошич

Але уже після Олімпіади тренер збірної Густав Шебеш почав остаточно награвати Хідегкуті у центрі нападу. Мало того, тренер дав гравцеві більше свободи дій на полі, як Нандор звик це робити у клубі. На той час уже майже 30-річний нападник вийшов на свій ігровий пік і став дуже визначальною фігурою не лише в клубі, але й у збірній. Він чудово зігрався з нападниками «Гонведа» Пушкашем, Кочишем і Циборем, таким чином остаточно сформувавши ударну силу «золотої команди». З травня 1949 року і по липень 1954 року збірна не зазнала жодної поразки, вигравши за цей період не тільки Олімпійські ігри, але й Кубок Центральної Європи.

У 1953 році відбувся матч Англія — Угорщина, названий англійськими журналістами «Матчем століття». Англійці, які продовжували вважати себе найсильнішою збірною світу, зустрічались з чинними олімпійськими чемпіонами, що на той момент не програвали 33 матчі поспіль. Інтриги у матчі не вийшло, бо сильніші індивідуально і краще підготовлені тактично угорці здобули впевнену перемогу з рахунком 6:3. Для Англії ця поразка стала першою домашньою в історії від збірних, що не представляли Велику Британію. Головним героєм матчу став Нандор Хідегкуті, що забив перший матч у грі уже на 2-й хвилині, загалом відзначився хет-триком і повністю переграв свого опонента Гаррі Джонстона, котрий зовсім не встигав за переміщеннями «Блукаючого форварда». Через півроку між командами відбувся матч-відповіді, що приніс Угорщині розгромну перемогу з рахунком 7:1, що є найбільш великою поразкою збірної Англії в історії. Хідегкуті в цій грі відзначився одним голом, а також успішно підігравав партнерам.

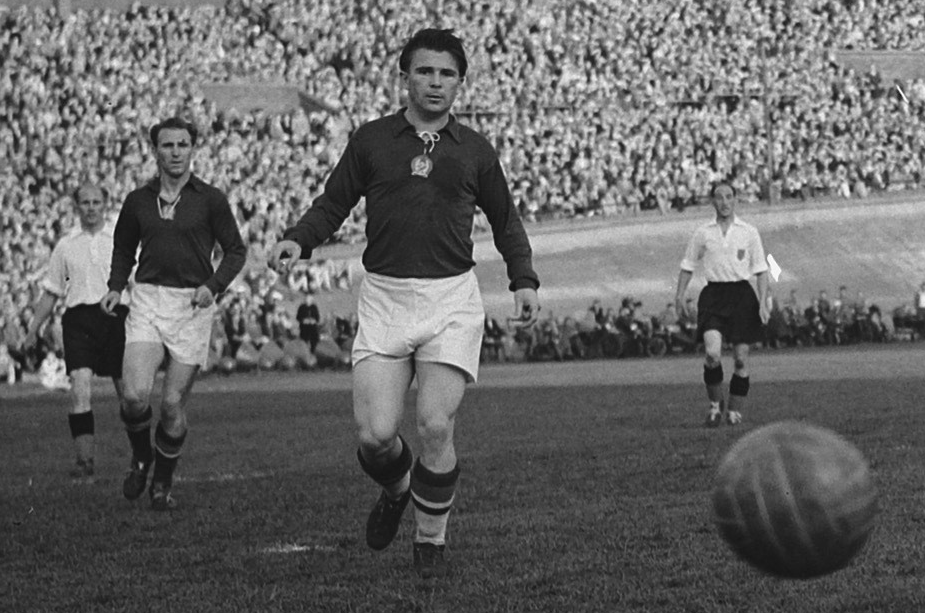
Хідегкуті і Пушкаш у матчі збірної в 1954 році

На чемпіонат світу 1954 року збірна Угорщини їхала за перемогою. Команда впевнено дісталась фіналу, перемігши на шляху головних конкурентів Бразилію й Уругвай з однаковим рахунком 4:2 (в обох матчах Нандор забивав). У фіналі угорці сенсаційно поступились збірній ФРН 2:3, виграючи за ходом гри 2:0. Цей фінал, через його неочікуваний результат і загальний хід подій, отримав назву «Чудо в Берні». Хідегкуті загалом зіграв на чемпіонаті 4 матчі, у яких забив 4 голи, потрапив до символічної збірної турніру разом з п'ятьма іншими партнерами по команді.
Після чемпіонату збірна Угорщини продовжила перемагати, видавши дворічну серію без поразок, зокрема двічі перемогла збірну Шотландії — 4:2 і 3:1, а Хідегкуті відзначився голом у кожному з матчів. Спад збірної настав після Угорської революції 1956 року, коли ряд гравців «Гонведа», зокрема лідери Ференц Пушкаш, Шандор Кочиш і Золтан Цибор, не повернулися на батьківщину після закордонного матчу. На чемпіонаті світу 1958 року у Швеції «знекровлена» збірна Угорщини не зуміла вийти з групи, поступившись у додатковому матчі збірній Уельсу з рахунком 1:2. Після чемпіонату Нандор Хідегкуті завершив кар'єру гравця, зупинившись на позначці у 39 голів у 69 матчах на національну команду.

## Кар'єра тренера
Розпочав тренерську кар'єру невдовзі по завершенні кар'єри гравця, 1959 року, очоливши тренерський штаб клубу МТК (Будапешт). Після чого перебрався в Італію, очоливши клуб «Фіорентіна». Здобув з командою Кубок Італії і Кубок Кубків.
Сезон пропрацював у італійській «Мантові», після чого повернувся на батьківщину. У перший ж рік привів скромний клуб «Дьйор» до перемоги у чемпіонаті Угорщини 1963 року. Цей турнір був коротко-тривалим в одне коло через черговий перхід змагань на систему «весна-осінь». «Дьйор» випередив «Уйпешт Дожу» лише за додатковим показниками. У наступних чемпіонатах «Дьйор» займав 4 і 5 місця, проте двічі діставався фіналу кубка Угорщини, один з яких у 1965 році виграв. У наступні роки тренував столичні команди «Татабанья», вдруге МТК, «Спартакус». У вищому дивізіоні чемпіонату Угорщини у ролі тренера загалом провів 176 матчів. Пізніше по року працював з польським клубом «Сталь» (Ряшів) і угорським «Егрі».
З 1973 року очолював єгипетський клуб «Аль-Аглі». Шість років поспіль приводив команду до перемоги у чемпіонаті Єгипту і одного разу вигравав кубок країни. У Єгипті Хідегкуті періодично виходив на поле.
Останнім місцем тренерської роботи був клуб «Аль-Аглі» (Дубай), головним тренером команди якого Нандор Хідегкуті був до 1985 року.
Згодом повернувся до Угорщини, де за свої футбольні заслуги отримав досить високу пенсію. У 1993 році отримав нагороду «Фейр-плей» від ФІФА.
Помер 14 лютого 2002 року на 80-му році життя в Будапешті після тривалої хвороби. Іменем Нандора Хідегкуті названий стадіон у Будапешті.

## Статистика виступів

### Статистика клубних виступів
| Сезон   | Клуб         | Ліга       | Матчі | Голи |
| ------- | ------------ | ---------- | ----- | ---- |
| 1940/41 | Газмювек     | Друга ліга | ?     | ?    |
| 1941/42 | Газмювек     | Друга ліга | ?     | ?    |
| 1942/43 | Газмювек     | Друга ліга | ?     | ?    |
| 1942/43 | Електромош   | Перша ліга | 15    | 4    |
| 1943/44 | Електромош   | Перша ліга | 27    | 14   |
| 1944    | Електромош   | Перша ліга | 11    | 8    |
| 1945    | Електромош   | Друга ліга | ?     | ?    |
| 1945/46 | Хермінамецеї | Перша ліга | 26    | 16   |
| 1946/47 | МТК          | Перша ліга | 27    | 10   |
| 1947/48 | МТК          | Перша ліга | 29    | 21   |
| 1948/49 | МТК          | Перша ліга | 28    | 26   |
| 1949/50 | Текстиль     | Перша ліга | 30    | 23   |
| 1950    | Баштя        | Перша ліга | 14    | 12   |
| 1951    | Баштя        | Перша ліга | 25    | 21   |
| 1952    | Баштя        | Перша ліга | 26    | 28   |
| 1953    | Вереш Лобого | Перша ліга | 26    | 23   |
| 1954    | Вереш Лобого | Перша ліга | 25    | 18   |
| 1955    | Вереш Лобого | Перша ліга | 25    | 16   |
| 1956    | Вереш Лобого | Перша ліга | 16    | 8    |
| 1957    | МТК          | Перша ліга | 11    | 10   |
| 1957/58 | МТК          | Перша ліга | 20    | 6    |

## Титули і досягнення
| - Олімпійський чемпіон (1): Угорщина: 1952 - Срібний призер Чемпіонату світу (1): Угорщина: 1954 - Володар Балканського кубку (1): Угорщина: 1947 - Володар Кубка Центральної Європи з футболу (1): Угорщина: 1948–1953 - Чемпіон Угорщини (3): МТК: 1951, 1953, 1958 - Володар Кубка Угорщини (1): МТК: 1952 - Володар Кубка Мітропи (1): МТК: 1955 - Футболіст року в Угорщині: 1953 | - Володар Кубка Італії (1): «Фіорентіна»: 1960–1961 - Володар Кубка Кубків УЄФА (1): «Фіорентіна»: 1960–1961 - Чемпіон Угорщини (1): «Дьйор»: 1963 - Володар Кубка Угорщини (1): «Дьйор»: 1965 - Чемпіон Єгипту (6): «Аль-Аглі» (Каїр): 1975, 1976, 1977, 1978, 1979, 1980 - Володар Кубка Єгипту (1): «Аль-Аглі» (Каїр): 1978 |